# Johannes Aelbl
Johannes Aelbl (* 1552 in Weilheim in Oberbayern; † 1621 ebenda) war ein deutscher Geistlicher.

## Leben
Er wurde 1579 Stadtpfarrprediger in Weilheim und war seit 1600 Stadtpfarrer, später Dekan. Bekannt ist er durch sein Passionsspiel, das in Weilheim zuerst 1600 und zuletzt 1761 aufgeführt wurde.

## Schriften (Auswahl)
- Ein schöne Christliche newe Jars predig. Darinnen allerley, hohen vnd nidern Stenden, reichen vnd armen, jungen vnd alten Christen Personen, mancherley newe Jarswünsch vnd gaben gegeben vnd außgetheilt, darnach auch auff geistliche weiß vn[d] mainung erklärt werden. München 1579. books.google.de